# 三炭素
三炭素(Tricarbon)は、20世紀初頭にウィリアム・ハギンズによって彗星の尾の中で初めて分光学的に観測され、続いて恒星大気の中でも見つかった小さな炭素のクラスターである。三炭素は、星間空間でも見られ、レーザーアブレーションと呼ばれる方法で実験室内でも生成できる。三炭素や二原子炭素のような小さな炭素のクラスターは、すすの前駆体と考えられ、工業的なダイヤモンドやフラーレンの製造とも関わる。三炭素の基底状態の分子構造は線形である。結合長は129から130pmで、アルケンの結合長に相当する。イオン化エネルギーは、実験的に11から13.5電子ボルトと測定された。線形の三炭素原子と対照的に、C3+カチオンは屈曲した構造である。
三炭素は、様々な燃焼反応の遷移種としても同定される。
三炭素の生成は、1960年代にペンシルベニア州立大学の名誉教授フィリップ・スケルによって研究された。

## 関連文献
- Gaydon, Alfred G.; Wolfhard, Hans G. (1979). Flames: their structure, radiation and temperature (4. ed., rev. ed.). London: Chapman and Hall. ISBN 0-412-15390-4
- Hinkle, Kenneth W.; Keady, John J.; Bernath, Peter F. (1988). “Detection of C3 in the Circumstellar Shell of IRC+10216”. Science 241 (4871):  1319–1322. Bibcode: 1988Sci...241.1319H. doi:10.1126/science.241.4871.1319. PMID 17828935.